# Fernando Lopes-Graça
Fernando Lopes-Graça (Tomar, 17 de diciembre de 1906-Parede, Cascaes, 27 de noviembre de 1994) está considerado como uno de los mayores maestros y compositores portugueses del siglo XX. Entre otras distinciones, obtuvo las condecoraciones de la Orden Militar de Santiago de la Espada y de la Orden del Infante Don Enrique.

## Biografía
Nació el 17 de diciembre de 1906 en Tomar, ciudad sobre la que escribiría que es donde «el monumento completa el paisaje; el paisaje es el cuadro digno del monumento; y la luz es el elemento transfigurador y glorificador de la unión casi consubstancial de la Naturaleza con el Arte.»
Sólo con 14 años, comenzó a trabajar como pianista en el Cine-Teatro de Tomar, procediendo él mismo a los "arreglos" de los tramos que interpretaba, tocando piezas de Debussy y de compositores rusos contemporáneos. En esa época, competían en Tomar dos bandas rivales: Gualdim Padres y la Nabantina.
En 1923, asiste al Curso Superior del Conservatorio de Lisboa, teniendo como profesores a Adriano Meira (Curso Superior de Piano), Tomás Borba (Composición) y Luís de Freitas Blanco (Ciencias Musicales); en 1927, asiste a la Clase de Virtuosismo, donde tiene como profesor a Maestro Vianna de la Motta (antiguo alumno de Liszt), considerado el mayor pianista portugués de todos los tiempos.
En 1928, asiste también al curso de Ciencias Históricas y Filosóficas en la Facultad de Letras de Lisboa, que abandonaría en 1931, en protesta contra la represión a una huelga académica.
Entre tanto, funda en Tomar el semanario republicano "La Acción".
En 1931, el día en que concluye, con la más alta calificación, las pruebas del concurso para Profesor de Solfeo y Piano del Conservatorio Nacional, es detenido por la policía política, conducido al Aljube y, a continuación, desterrado a Alpiarça.
En 1934 concursa a una beca de estudios, en el área de la música, para París. Gana el concurso pero la decisión del Jurado es anulada por orden de la policía política.
En septiembre de 1935 es detenido nuevamente y enviado a Forte de Caxias.
En 1937 es liberado y parte para Francia por cuenta propia, aprovechando para ampliar sus conocimientos musicales, estudiando Composición y Orquestración con Koechlin.
En 1939 rechaza la nacionalidad francesa, siendo forzado a regresar Portugal.
En 1940 le es propuesto dirigir los Servicios de Música de la Emisora Nacional. No llega a tomar posesión del cargo porque rechaza firmar la declaración de "repudio activo del comunismo y de todas las ideas subversivas" que, entonces, era exigida a todos los trabajadores públicos.
En 1945 se integra en el Movimiento de Unidad Democrática (MUD), del cual llegará a ser dirigente. En el ámbito de las actividades del MUD, Fernando Lopes-Graça crea el Coro del Grupo Dramático Lisboeta, más tarde Coro de la Academia de los Amadores de Música, y renombrado después de su muerte como Coro Lopes-Graça de la Academia de Amadores de Música. Las Canciones Regionales Portuguesas y las Canciones Heróicas son cantadas por el Coro por todo el país. Por esa época se adhiere al Partido Comunista Portugués.
La represión por parte del régimen fascista crece y se acentúa: en la década de cincuenta se prohíbe a las orquestas nacionales interpretar obras de Fernando Lopes-Graça; los derechos de autor le son robados; le es anulado el diploma de profesor de enseñanza particular; es obligado a abandonar la Academia de los Amadores de Música, a la cual sólo regresa en 1972.
Es autor de una vasta obra literaria que abunda en reflexiones sobre la música portuguesa y la música de su tiempo, pero mayor aún es su obra musical, de la cual son notables los conciertos para piano y orquesta, las incontables obras corales de inspiración folclórica nacional, el Requiem por las Víctimas del Fascismo (1979), el concierto para violoncelo encomendado y estrenado por Rostropovich, y la vastíssima obra para piano, como las seis sonatas que constituyen un marco en la historia de la música pianística portuguesa del siglo XX, etc.
El 9 de abril de 1981 es nombrado Oficial Mayor de la Orden Militar de Sant'Iago de la Espada y el 2 de febrero de 1987 le es concedida la Gran Cruz de la Orden del Infante Don Henrique.
En 1988 recibe un doctorado honoris causa por la Universidad de Aveiro

## Obras Literarias
- De esto y De aquello
- La Música Portuguesa y sus Problemas
- Cartas con Alguna Moral
- La caza de conejos y otros escritos polémicos
- Ensayos Musicológicos
- Diario (casi)
- Reflexiones sobre Música
- Opúsculos I, Opúsculos II, Opúsculos III
- Música y Músicos Modernos
- Talía, Euterpe & Terpsicore
- La Canción Popular Portuguesa
- Musicália

## Cronología de la Obra Musical (selección)
| Año  | Principales obras |
| ---- | --- |
| 1927 | Variaciones sobre un tema popular portugués (piano). |
| 1931 | Primeras versiones de las Sonatinas para violín y piano n.º 1 y n.º 2. |
| 1934 | Canciones para voz y piano sobre poemas de Fernando Pessoa, Adolfo Casais Monteiro y António Botto. |
| 1936 | Canciones sobre poesía de Afonso Duarte, Carlos Queiroz y José Régio. |
| 1938 | Escribe la música para el bailado “realista” La fièvre du temps e inicia el trabajo de armonización de canciones tradicionales portuguesas para voz y piano. |
| 1939 | Sonata n.º 2 (piano) y canciones sobre sonetos de Camões. |
| 1940 | Concierto para piano y orquesta n.º 1 y suite orquestral La fiebre del tiempo, basado en el bailado anterior. |
| 1941 | Tres danzas portuguesas, para orquesta. |
| 1942 | Primeras versiones del Concierto para piano y orquesta nº 2 y de la cantata para voz y orquesta Historia Trágico-Marítima, basada en poemas de Miguel Torga. |
| 1943 | Sinfonia per orchestra. |
| 1946 | Canciones sobre poemas de José Gomes Ferreira, João José Cochofel, Carlos de Oliveira y Armindo José Rodrigues. Primeras armonizaciones de las Canciones regionales portuguesas. Publicación de las Marchas, danzas y canciones, consideradas las primeras Canciones heróicas.                                                                     |
| 1947 | Trovas, para voz y piano, sobre textos tradicionales. |
| 1949 | Scherzo heróico para orquesta. Armoniza las Six old english songs (Seis canciones antiguas inglesas). |
| 1950 | Compone, entre otras, las siguientes obras: Primera cantata de Navidad y Once encomendaciones de las almas, ambas para coro; Veinticuatro preludios y Glosas sobre canciones tradicionales portuguesas para piano; canciones sobre poemas de Teixeira de Pascoaes, Fernando Pessoa, Luís de Camões y João José Cochofel.                           |
| 1952 | Sonata para piano n.º 3. |
| 1953 | Primera versión de las Cuatro canciones de Federico Garcia Lorca. |
| 1957 | Concluye el segundo cuaderno de las Melodías rústicas portuguesas para piano e inicia los Cinco nocturnos. Estos años, se dedica sobre todo a la música vocal y al repaso de obras anteriores. |
| 1959 | Concluye los Cinco nocturnos y el ciclo vocal Las manos y los frutos sobre poesía de Eugénio de Andrade, obras que el propio compositor consideró un punto de viraje en su recorrido creativo. |
| 1960 | Dando continuidad a la predominancia de la música vocal en su catálogo, escribe canciones sobre poesía de Fernando Pessoa, Vitorino Nemesio, Luís de Camões, Alberto de Lacerda y Sá de Miranda. Inicia la primera de las ocho suites para piano In memoriam Bela Bartók.                                                                          |
| 1961 | Compone la primera versión de la Esquina de amor y de muerte y la Sonata para piano n.º 4. Inicia los Cuatro bosquejos para orquesta de cuerdas, Mar de Septiembre (sobre poemas de Eugénio de Andrade) y los Tres sonetos a la noche (Bocage). "La Niña del Mar" un cuento en cuatro actos (sobre el cuento homónimo de Sophia de Mello Breyner). |
| 1962 | Concertino para violeta. |
| 1963 | Cinco canciones de “Los días íntimos” (J. J. Cochofel) |
| 1964 | Quarteto de arcos n.º 1. Da inicio a la cantata-melodrama D. Duardos y Flérida, basada en la obra de Gil Vicente, que será concluida en 1969. |
| 1966 | Siete recuerdos para Vieira de Silva, para quinteto de viento, y Concierto de cámara con violoncello, por encargo de Mstislav Rostropovich. |
| 1971 | Versión para orquesta de las Seis cantos sefardíes. |
| 1974 | Finaliza la orquestación de la Fantasía sobre un canto religioso de la Beira Baixa, para piano y orquesta. |
| 1975 | Concluye las ocho suites In Memoriam Béla Bartók. |
| 1979 | Concluye el Requiem por las víctimas del fascismo en Portugal. |
| 1980 | Sinfonieta en homenaje la Haydn, por encargo de la Orquesta Gulbenkian. |
| 1981 | Sonata para piano n.º 6 y Siete apotegmas. Compone la “Perpetua para la campa de Carlos de Oliveira, primera de las Músicas Fúnebres en memoria de amigos fallecidos. |
| 1982 | Quarteto de arcos n.º 2. |
| 1984 | Concluye el bailado Bailes. |
| 1986 | En alabanza a la paz, para orquesta. |
| 1987 | Aquella nube y otras (Eugénio de Andrade) y otras canciones, también para voz y piano, sobre textos de Pessoa y de dos de sus heterónimos (Ricardo Reyes y António de Campos). |
| 1989 | Geórgicas, dedicada a la agrupación Opuse Ensemble. Canciones de Tierras Altas (Antonio Hacha). |
| 1990 | Tríptico de D. João, José Saramago. |
| 1992 | Jardín perdido, para coro (Sophia de Mello Breyner Andresen). |

## Fernando Lopes-Gracia actualmente
El compositor donó por testamento su archivo a la Cámara Municipal de Cascais. Se conserva y puede ser consultado en la Casa Verdades de Faria-Museo de la Música Portuguesa (Monte Estoril).
Hoy día existe una escuela con su nombre, situada en la Pared, la Escuela Secundaria Fernando Lopes-Graça.
En Tomar la casa donde nació el compositor fue transformada en el Museo Fernando Lopes-Graça para homenajear su obra y su ejemplo cívico.